# 鈴鼓

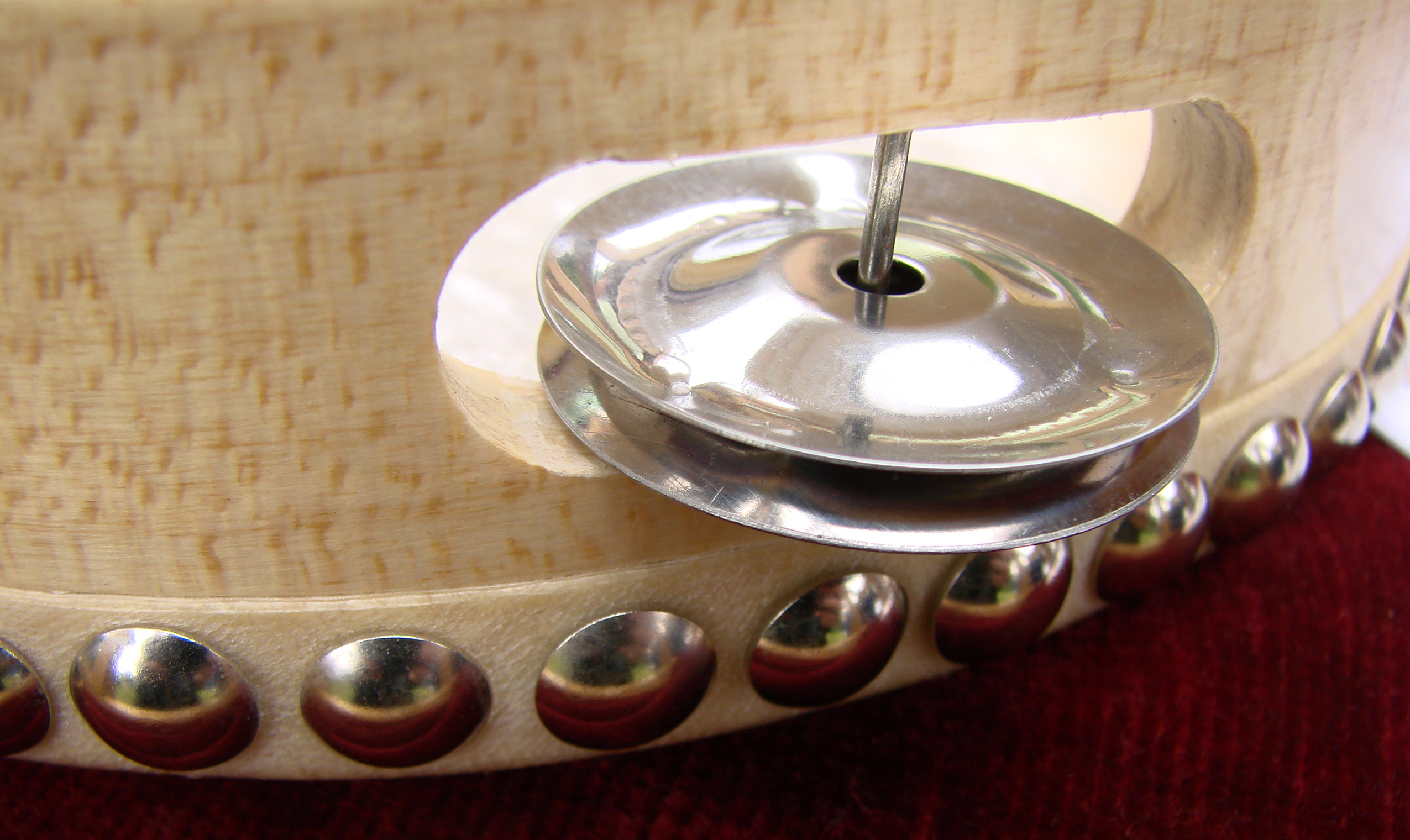
鑲入於鼓身中的一組金屬片

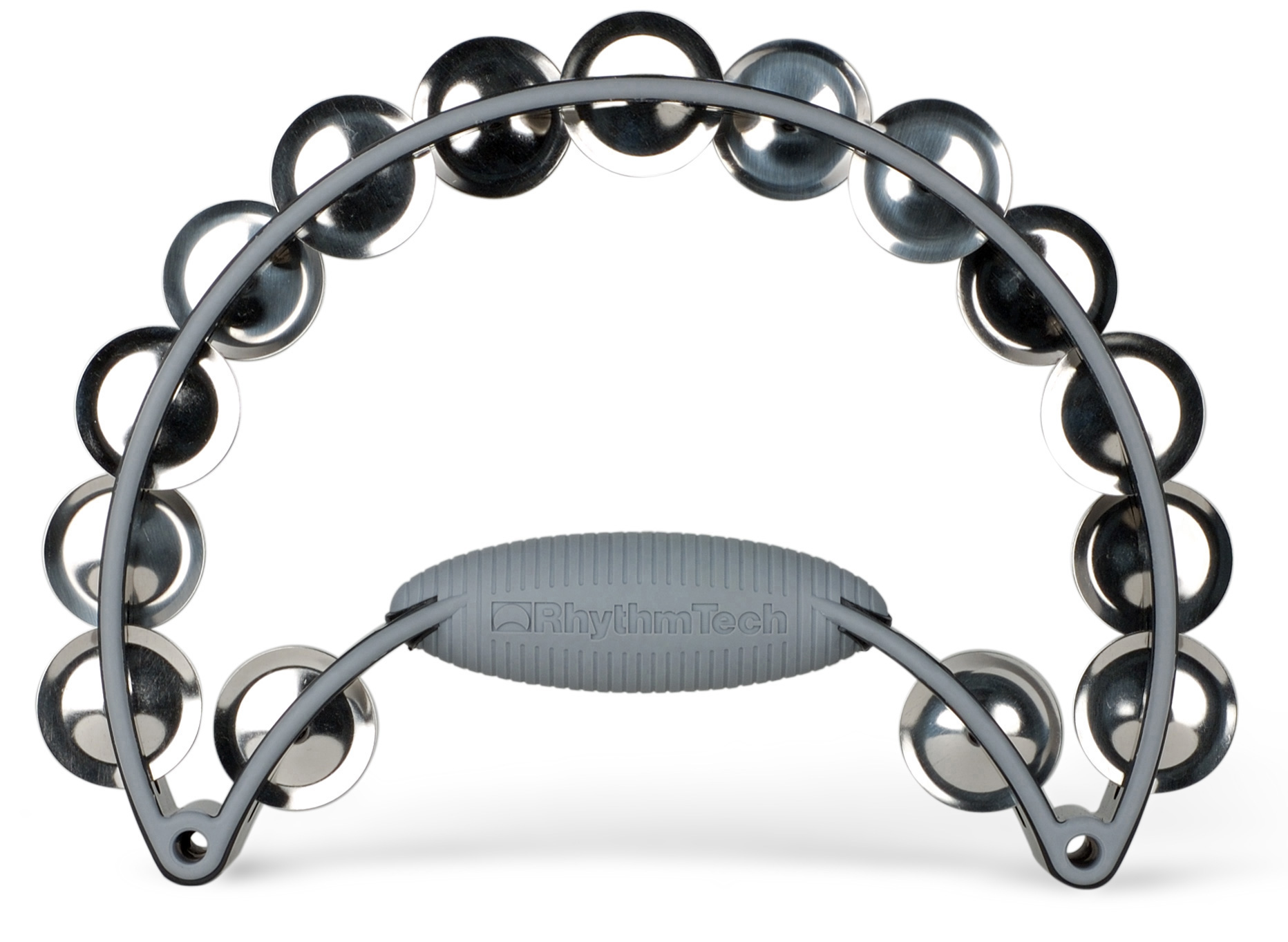
沒有鑲上鼓膜的鈴鼓

鈴鼓（Tambourine），亦可稱為搖鼓。鼓框為圓形，直徑由8吋至14吋不等，以木或金屬製造，並且鑲有多組金屬片。當敲打樂器時，同時令金屬片互相撞擊而發出近以馬鈴的聲音，因而得名。
鈴鼓的其中一邊鼓面可以模上鼓膜。鼓膜主要由動物皮（羊皮或牛皮）所做成。

## 起源
有關鈴鼓的起源已經無法考查，但在中亞、中歐一帶，以至葡萄牙及印度的歷史文獻或出土文物中，可以證明這些地區數百年前已經有類似鈴鼓的樂器流傳。而英文 tambourine 一詞則源自法文 tambourin，指的是當時一種在古羅馬時期普羅旺斯已留存下來的一種長而窄身的鼓。tambour一字則源於阿拉伯語的「鼓」(tunbur)，再加上字尾以表示其體積細小。

## 演奏方法
鈴鼓有很多種的演奏方法。而每種方法所製造出來的聲響亦不同。

### 敲打
最常使用的方法是一手持鼓框，另一手則拍打樂器的鼓皮或鼓框。亦可將鈴鼓固定在樂器夾鉗內，再以雙手或鼓棍敲打發聲。演奏急速的節奏時，亦可利把鈴鼓置於手和大腿之間，便能在短時間內擊出較多的次數。

### 滾奏
滾奏能令金屬片不停地撞擊而產生連續的聲響。方法是手持鈴鼓，利用手腕的前後擺動來搖動鈴鼓，帶動金屬片相撞擊。速度越快, 金屬片的撞擊就越密；擺動的幅度越大，所產生的聲音亦越響。

### 拇指輪奏（Thumb roll）
這是一種需要較高技巧的演奏方法。原理是利用拇指（食指或中指亦可）沿鼓膜邊摩擦，距離大概是離鼓邊約1公分左右，摩擦帶動金屬片震動而製造出急速的滾奏效果。演奏前，樂手會先在手指頭上塗上一層蠟，或用水沾濕指頭以增強摩擦力。如需要長時值的姆指輪奏，樂手會在鼓膜上畫「8」字來增長時間。

## 較突出使用鈴鼓的樂曲
- 德伏扎克《狂歡節序曲》
- 比才《卡門組曲》
- 柴可夫斯基《意大利隨想曲》、《胡桃夾子組曲》、《曼符雷交響曲》第四樂章
- 馬勒第三號交響曲
- 《北京喜讯到边寨》